# Martin Disteli
Martin Disteli (Olten, 28 maggio 1802 – Soletta, 18 marzo 1844) è stato un pittore e vignettista svizzero.

## Biografia
Martin Disteli nacque da Urs Martin Disteli, un ricco fabbricante di seta, e sua moglie Anna Maria Kümmerli. Aveva una sorella, Elise Johanna, che sposò nel 1835 il politico Joachim Leonz Eder. Si sposò con la contadina Theresa Gisiger.
Studiò prima a Lucerna, poi a Friburgo e infine a Jena; inizialmente studente di scienze naturali e storia, mostrò infine un precoce talento nel disegno, soprattutto satirico, e si dedicò maggiormente all'arte. Entrato a far parte di una confraternita illegale, venne prima brevemente detenuto e infine espulso dall'università di Jena nel 1822 per aver pubblicamente accusato Goethe di essersi compromesso con la Restaurazione.
Nel 1825 soggiornò brevemente a Monaco di Baviera, dove venne influenzato dallo stile di Peter von Cornelius. Rientrato in Svizzera, Disteli si dedicò interamente alla pittura, disegnando insegne e ritratti, illustrando libri e collaborando col quotidiano tascabile Alpenrosen, per il quale ritraeva soprattutto episodi bellici della convulsa situazione politica elvetica di quegli anni.

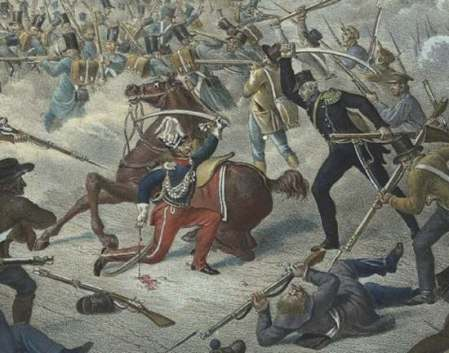
La battaglia di Hülftenschanz ritratta da Disteli (1833).

Arruolatosi nella milizia cantonale nel 1831, raggiunse il grado di tenente colonnello e partecipò alle lotte nel vicino canton Basilea, schierandosi con la fazione campagnola e combattendo nella battaglia di Hülftenschanz, che poi raffigurò in un suo celebre disegno. Per i suoi servigi ricevette la cittadinanza onoraria del canton Basilea Campagna. Rientrato nel proprio cantone proseguì la carriera artistica fondando una scuola di disegno ad Olten, venendo assunto come insegnante nella scuola cantonale di Soletta nel 1836, e infine contribuendo dal 1839 alla morte al popolare Schweiz Bilderkalender, un calendario illustrato.
Morì a Soletta. Il suo corpo venne trasportato nella sua città natale e lì vi fu sepolto con gli onori militari. Parte dei suoi lavori sono conservati nel museo d'arte di Liestal, mentre ad Olten gli sono intitolati una strada e il locale museo, aperto nel 1902.